# Astyanax douradilho
Astyanax douradilho es una especie de pez de agua dulce que integra el género Astyanax, de la familia Characidae, cuyos integrantes son denominados comúnmente mojarras. Habita en ambientes acuáticos templado-cálidos del centro-este de Sudamérica. 

## Taxonomía
Esta especie fue descrita originalmente en el año 2014 por el ictiólogo Vinicius A. Bertaco.
Etimología
Etimológicamente, el nombre genérico Astyanax proviene de Astianacte, un personaje de la mitología griega que estuvo involucrado en la guerra de Troya.

## Características
Astyanax douradilho se distingue de sus congéneres por la posesión de 37 a 39 escamas perforadas a lo largo de la línea lateral, por presentar de 3 a 5 dientes maxilares tricúspides, por exhibir de 22 a 24 radios ramificados en la aleta anal, por no poseer la conspicua banda oscura entre la región humeral y el pedúnculo caudal, por mostrar 2 manchas humerales alargadas verticalmente; por la longitud de la cabeza (de 26,0 a 29,9 % de la longitud estándar), por la longitud de la mandíbula superior (de 43,8 a 50,6 % de la longitud total de la cabeza), y por la longitud del hocico (de 23,0 a 28,6 % de HL).

## Distribución
Se distribuye en el centro-este de América del Sur, siendo endémico de afluentes del río Maquiné, el que forma parte del sistema hidrográfico del río Tramandaí, un curso fluvial perteneciente a la pendiente costera (Atlántica) del nordeste del estado de Río Grande del Sur, en el sur del Brasil.
La cuenca del río Tramandaí está subdividida en dos subregiones, sobre la base de las características geológicas, así como también por rasgos de su medio ambiente:
- El sistema que integran el río Maquiné y el río Três Forquilhas (situados en valles fluviales ubicados en la Formación Serra Geral);
- las lagunas interconectadas secuencialmente (situadas en la llanura costera).

Astyanax douradilho y al menos otras 20 especies están restringidas a la primera de las subregiones, lo que indicaría la existencia de barreras naturales que representan efectivas separaciones entre especies, lo que favoreció procesos de especiación.